# Isländisch-norwegische Beziehungen
Die Isländisch-norwegischen Beziehungen sind das zwischenstaatliche Verhältnis zwischen Island und Norwegen. Beide Länder unterhalten traditionell enge und freundschaftliche Beziehungen. Diese beruhen auf tiefen historischen Verbindungen seit der Wikingerzeit sowie auf intensiver Zusammenarbeit in der Gegenwart – unter anderem im Rahmen des Nordischen Rates, der NATO und des EWR. Beide Staaten teilen ein gemeinsames kulturelles Erbe und pflegen umfangreiche wirtschaftliche Kontakte.

## Geschichte

### Besiedlung Islands und frühe Kontakte

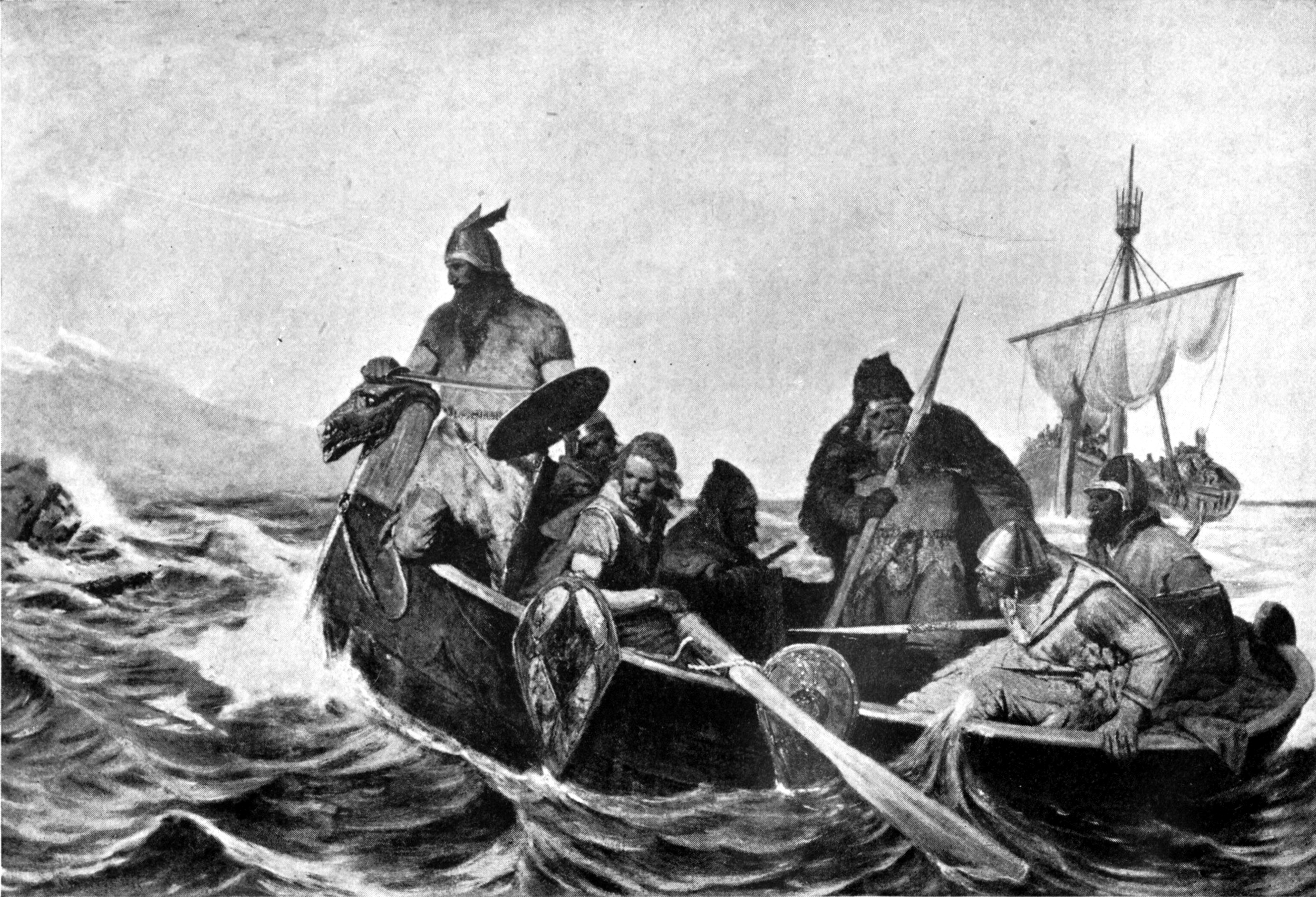
Künstlerische Fantasiedarstellung der Besiedelung Islands (Oscar Wergeland, 1909)

Island wurde im späten 9. Jahrhundert im Zuge der Wikingerexpansion hauptsächlich von Siedlern aus Norwegen kolonisiert, die teils über die britischen Inseln Island erreichten. Der erste dauerhafte Siedler war gemäß der Überlieferung des Landnámabók Ingólfur Arnarson aus dem heutigen Fjaler in Westnorwegen, der sich 874 auf Island niederließ. Diese ersten Siedler wollten der tyrannischen Herrschaft des norwegischen Königs Harald Schönhaar entkommen. Bis 930 war die Insel vollständig besiedelt und entwickelte ein eigenes Gemeinwesen mit dem Althing als Volks- und Gesetzgebungsversammlung in Þingvellir. Trotz fehlender zentraler Herrscher bestanden enge Verbindungen zum Mutterland der Siedler: So orientierte sich das frühe isländische Recht am norwegischen Vorbild (der Gulatingslov). Das Christentum wurde um das Jahr 1000 – auf Betreiben norwegischer Könige – auch in Island angenommen. 1022 schloss der norwegische König Olaf II. mit dem Althing einen Vertrag, der Isländern und Norwegern gleiche Rechte in den jeweiligen Reichen zusicherte. Norwegen und Island bildeten in dieser Epoche einen gemeinsamen nordgermanischen Kulturraum, mit regem Austausch von Waren, Reisen und Ideen. Zahlreiche isländische Skalden und Häuptlinge weilten am Hof der norwegischen Könige, und der isländische Politiker und Schriftsteller Snorri Sturluson (1179–1241) verfasste mit der Heimskringla eine Geschichte der norwegischen Könige.

### Isländisch-norwegische Union und dänische Periode

Kalmarer Union um ca. 1400

Machtkämpfe einflussreicher Familien im sogenannten Sturlungenzeitalter führten dazu, dass Island 1262/1264 den Alten Bund (Gamli sáttmáli) mit König Håkon IV. von Norwegen schloss. Durch diese Vereinbarung unterstellten sich die isländischen Häuptlinge der Oberhoheit der norwegischen Krone; im Gegenzug behielt das Althing zunächst seine gesetzgeberischen Rechte und gewisse Autonomie. Island wurde nun integraler Teil des norwegischen Reiches. 1281 führte der norwegische König mit der Jónsbók ein neues Gesetzbuch in Island ein, das vom Althing ratifiziert wurde. In den folgenden Jahrzehnten festigte sich die norwegische Herrschaft, unter anderem durch Einsetzung norwegischer Amtsträger (etwa Bischöfe) in Island. Mit der Thronvereinigung Norwegens und Dänemarks im Jahr 1380 geriet Island gemeinsam mit Norwegen unter die Herrschaft des dänischen Königs. In der Kalmarer Union (1397–1523) war Island als Teil des norwegischen Königreichs weiterhin Dänemark unterstellt. Die Reformation markierte 1537 einen weiteren Einschnitt: Norwegen wurde als eigenständiges Königreich aufgelöst und vollständig in den dänischen Staat integriert, womit auch Island seine letzten autonomen Institutionen verlor und direkt von Kopenhagen aus regiert wurde. Die direkten Kontakte zwischen Norwegen  und Island wurden so geschwächt, da beide Länder nun Dänemark unterstanden, das im 17. Jahrhundert ein Handelsmonopol erhielten und eine absolutistische Herrschaft durchsetzte. Nach dem Kieler Frieden von 1814, in dem Dänemark Norwegen an Schweden abtreten musste, verblieb Island bei Dänemark. Norwegen erlangte 1905 seine volle staatliche Unabhängigkeit, während Island nach einer Phase wachsenden autonomen Status (ab 1918) schließlich 1944 als souveräne Republik aus der dänischen Union ausschied.

### Beziehungen seit der Unabhängigkeit
Im Zweiten Weltkrieg kamen erstmals wieder verstärkte isländisch-norwegische Kontakte zustande, nachdem die deutsche Besetzung Norwegens 1940 die Verbindung Islands zu Dänemark gekappt hatte. Die norwegische Exilregierung in London entsendete im August 1940 einen Gesandten nach Reykjavík ein und die isländische Regierung erkannte den norwegischen Gesandten formell an. Nach der Ausrufung der Republik Island am 17. Juni 1944 nahmen Norwegen und Island umgehend volle diplomatische Beziehungen auf. Beide Länder wurden 1949 Gründungsmitglieder der NATO und arbeiten seither sicherheitspolitisch eng zusammen. Auch innerhalb der nordischen Staatengemeinschaft kooperieren Norwegen und Island eng, etwa im Nordischen Rat (dem Island 1952 beitrat) und im Europarat. 1960 war Norwegen Mitbegründer der Europäischen Freihandelsassoziation (EFTA), Island folgte 1970; seit 1994 sind beide Länder über den Europäischen Wirtschaftsraum (EWR) in den EU-Binnenmarkt integriert, was Freihandel und Personenfreizügigkeit zwischen ihnen sicherstellt.
Einen kleineren bilateralen Konflikt gab es Ende der 1970er Jahre um Fischerei- und Ressourcennutzungsrechte bei der norwegischen Arktisinsel Jan Mayen. Island erkannte Norwegens Souveränität über Jan Mayen an, und 1981 einigten sich beide Regierungen – basierend auf einer Schlichtungskommission – auf eine gemeinsame Bewirtschaftung der Rohstoffe in der Seezone zwischen Island und Jan Mayen. Nach dem Abzug der US-Streitkräfte von der isländischen Keflavík-Basis im Jahr 2006 unterzeichneten Island (das kein eigenes Militär hat) und Norwegen ein Verteidigungsabkommen, das es zur Schutzmacht der Isländer machte. Während der isländischen Finanzkrise 2008 leistete Norwegen rasche Unterstützung für das von Staatsbankrott bedrohte Island. Die norwegische Zentralbank stellte der isländischen Nationalbank einen Kreditrahmen von rund 500 Millionen Euro zur Verfügung, und Außenminister Jonas Gahr Støre betonte die besondere Verantwortung der nordischen Länder, Island in der Krise zu helfen. In der Gegenwart gelten die norwegisch-isländischen Beziehungen als ausgesprochen freundschaftlich.

## Wirtschaftsbeziehungen
Norwegen zählt zu Islands wichtigsten Handelspartnern. Zusammen mit Dänemark und Schweden hat Norwegen einen Anteil von etwa 14 % am gesamten Außenhandel Islands, davon entfallen knapp 6 % Prozent auf Norwegen allein (Stand 2021). Island exportiert traditionell Meerestiere und Aluminium, während es aus Norwegen vor allem Erdölprodukte, chemische Erzeugnisse und Maschinen importiert. Aufgrund dieser Struktur verzeichnet Island im bilateralen Handel häufig ein Defizit zugunsten Norwegens.
Auch bei den ausländischen Direktinvestitionen spielt Norwegen eine beträchtliche Rolle: Von 2001 bis 2021 stammten rund 15,6 % der ausländischen Investitionen in Island aus den drei skandinavischen Ländern Norwegen, Schweden und Dänemark. Ein Beispiel ist die isländische Fischzuchtindustrie, in der norwegische Unternehmen in den letzten Jahren stark engagiert sind – die größten Lachsfarmen Islands befinden sich mehrheitlich in norwegischem Besitz, was politische Widerstände in Island ausgelöst hat.
Eine besondere Rolle kommt dem Walfang zu. Norwegen und Island gehörten in den letzten Jahrzehnten zu den wenigen Staaten, die weiterhin kommerziellen Walfang betreiben und sich in der Vergangenheit gegen das internationale Walfang-Moratorium gewehrt haben.

## Kultur und Migration
Die kulturellen und personellen Verbindungen zwischen Norwegen und Island sind besonders eng. Die Insel wurde im 9. Jahrhundert überwiegend von Norwegern besiedelt, und ein großer Teil der isländischen Bevölkerung kann seine Vorfahren auf norwegische Siedler zurückführen. Die isländische Sprache hat sich bis heute sehr nah am Altnorwegischen der Siedler gehalten – mittelalterliche isländische Texte (Sagas) sind für Norweger eine wichtige Quelle der eigenen Frühgeschichte. So bewahrten isländische Autoren wie Snorri Sturluson mit ihren Sagas und Chroniken viele Überlieferungen über das norwegische Mittelalter. In der Heimskringla etwa wurden die Lebensgeschichten der norwegischen Könige in isländischer Sprache festgehalten.
Auch im religiösen und gesellschaftlichen Bereich gab es lange Zeit Gemeinsamkeiten: Bis ins 19. Jahrhundert gehörten beide Länder zum lutherischen dänisch-norwegischen Gesamtstaat, was ähnliche kirchliche Traditionen begründete, und im 20. Jahrhundert entwickelten sich Norwegen wie Island zu sozialstaatlich geprägten nordischen Gesellschaften. Durch die nordische Passunion (seit 1958) und später das Schengen-Abkommen entfällt die Grenzkontrolle, und Staatsbürger beider Länder können sich frei im jeweils anderen ansiedeln. Ein gemeinsames Arbeitsmarktabkommen besteht sogar bereits seit 1954. Insbesondere nach der Finanzkrise 2008 machte eine verstärkte Auswanderung isländischer Fachkräfte nach Norwegen von dieser Freizügigkeit Gebrauch. Die Zahl der in Norwegen lebenden isländischen Staatsbürger stieg dadurch zwischen 2008 und 2014 von rund 3800 auf über 8700 an (etwa 2,7 % der isländischen Gesamtbevölkerung).  Die Integration der Isländer in Norwegen gilt als problemlos, da Sprache und Kultur relativ verwandt sind. Norweger bezeichnen Isländer daher scherzhaft als „Cousins“ – eine Anspielung auf die enge ethnische Verwandtschaft und die ähnlichen gesellschaftlichen Werte der zwei Nationen.
Kulturell arbeiten beide Länder in allen Bereichen eng zusammen, etwa im Rahmen des Nordischen Kulturrats, im Bildungswesen und bei regelmäßigen Kulturaustauschprogrammen. Norwegische und isländische Künstler, Schriftsteller und Musiker sind gegenseitig präsent, und es bestehen in beiden Hauptstädten aktive Freundschafts- und Kulturvereine.